# Методы менеджмента
Методы менеджмента — это совокупность способов и приемов влияния на коллектив и отдельных работников с целью выполнения миссии и достижение целей организации.

Методы менеджмента выполняют 2 функции:
- Исследование проблем функционирования организации.
- Управление организацией.

## Общие методы проведения исследований
- эксперимент;
- тестирование, анкетирование, интервью;
- моделирование;
- изучение документации организации.

## Классификация методов
Экономические – это система приемов и способов влияния на исполнителей с помощью конкретного измерения затрат и результатов.  В качестве основных методов здесь выступает система заработной платы и премирования.
Экономические методы разделяются на:

1. Государственная регуляция:
- налоги;
- антимонопольное законодательство;
- ссуда;
- дотации.

2. Рыночная регуляция:
- конкуренция;
- спрос;
- снижение цен;
- распродажа.

3. Внутреннее организационное направление. 

Административные – это методы прямого действия, которые носят директивный характер обязанностей , основанный на дисциплине, ответственности, власти, принуждению.
Административные методы разделяют на организационные и распорядительные.

1. Организационные:
- организационное проектирование;
- регламентирование – установление правил, обязательных для выполнения;
- организационное нормирование – это нормы и нормативы расходов ресурсов.

2. Распорядительные:
- приказы;
- команды;
- рекомендации;
- инструкции.

Социально-психологические методы - эти методы основаны на использовании моральных стимулов, особенных способов коммуникаций, образов, метафор и других способов влияния на эмоции людей.

К этим методам относят:
- моральное поощрение;
- социальное планирование;
- убеждение;
- внушение;
- личный пример;
- создание и поддержка морального климата в коллективе.